# Gomadingen
Gomadingen è un comune tedesco di 2 300 abitanti situato nel land del Baden-Württemberg.

## Storia
In epoca romana fu insediamento militare di un'unità ausiliaria a partire dalla fine del I secolo a.C. sotto la dinastia dei Flavi, al termine delle campagne germaniche di Domiziano degli anni 83-85.